# Hipposideros dyacorum
Hipposideros dyacorum là một loài động vật có vú trong họ Dơi nếp mũi, bộ Dơi. Loài này được Thomas mô tả năm 1902.